# HMS Patroller (D07)
HMS Patroller (D07), nguyên là tàu sân bay hộ tống USS Keweenaw (CVE-44) (ký hiệu lườn ban đầu AVG-44 và sau đó là ACV-44) của Hải quân Hoa Kỳ thuộc lớp Bogue, được chuyển cho Hải quân Hoàng gia Anh Quốc và đã hoạt động trong Chiến tranh Thế giới thứ hai.
Keweenaw được đặt lườn theo một hợp đồng với Ủy ban Hàng hải Hoa Kỳ vào ngày 27 tháng 11 năm 1942 tại xưởng đóng tàu của hãng Seattle-Tacoma Shipbuilding ở Tacoma, Washington; nó được hạ thủy vào ngày 6 tháng 5 năm 1943, được đỡ đầu bởi Bà R. G. Risley, và được xếp lại lớp với ký hiệu lườn CVE-44 vào ngày 15 tháng 7 năm 1943. Nó được chuyển cho Anh Quốc vào ngày 22 tháng 10 năm 1943 theo chương trình Cho thuê-cho mượn, được đổi tên thành HMS Patroller (D07), và đã hoạt động trong chiến tranh như một chiếc thuộc lớp Ameer.
Patroller đã phục vụ tại Đại Tây Dương trong vai trò hộ tống và tuần tra, với vài chuyến đi vận chuyển máy bay ngắn cho cả Hải quân và Lục quân Hoa Kỳ. Sau chiến tranh, nó về đến Norfolk, Virginia vào ngày 9 tháng 12 năm 1946 và được hoàn trả cho Hoa Kỳ cùng ngày hôm đó. Tên của nó được rút khỏi danh sách Đăng bạ Hải quân vào ngày 7 tháng 2 năm 1947, và nó được bán cho hãng Waterman Steamship Corporation, Mobile, Alabama, vào ngày 26 tháng 8 năm 1947 để hoạt động hàng hải thương mại tư nhân dưới tên gọi Almkerk, sau đó đổi tên thành Pacific Reliance. Nó được tháo dỡ tại Đài Loan vào năm 1974.